# Bornburg

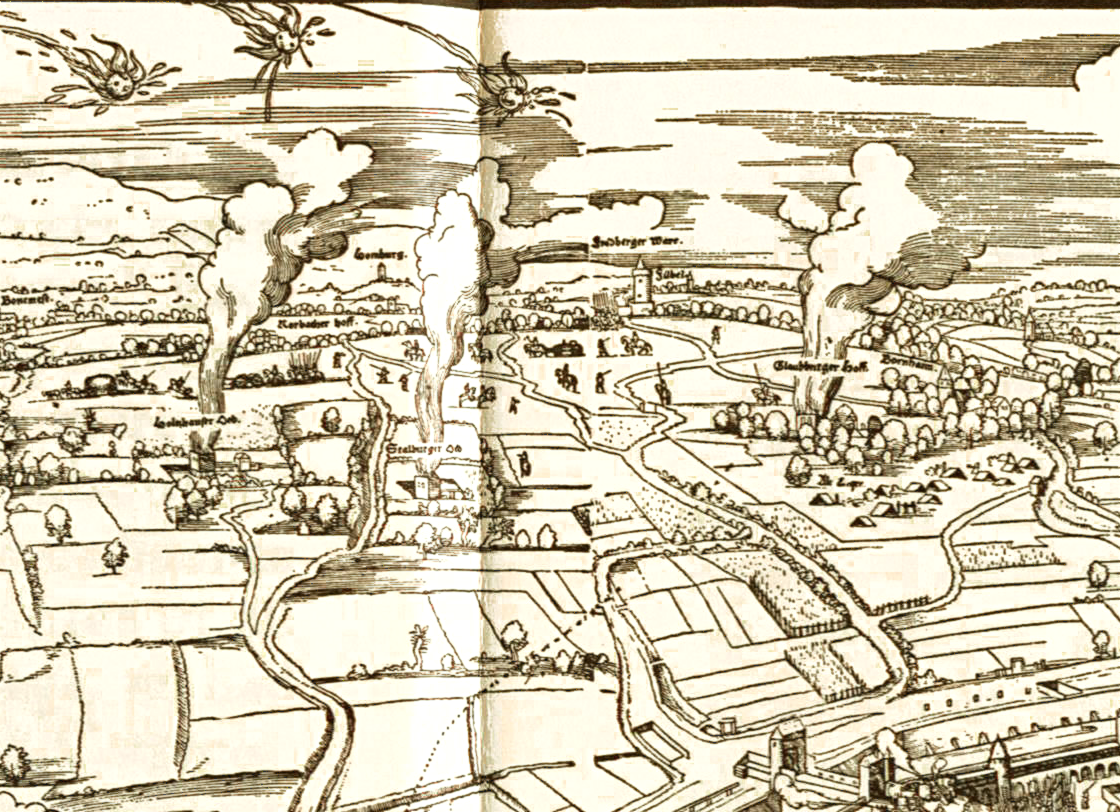
Ausschnitt aus dem Belagerungsplan der Stadt Frankfurt am Main nach Conrad Faber von Creuznach von 1552: von re. nach li. die befestigten Höfe und Teile der Frankfurter Landwehr: der Glauburger Hoff, die Friedberger Wart, die Stalburger Oed, der Kühhornshof (hier Rorbacher Hoff), die Holzhauser Oed

Die Günthersburg, Radierung von 1855 von Carl Theodor Reiffenstein, nach älteren Motiven (Burg war 1840 endgültig abgetragen)

Die Günthersburg vom selben Künstler aus anderer Sicht: Wassergraben und vorgesetzte Wehrmauer mit Schießscharten hier gut erkennbar

Die ehemalige Bornburg, später nach ihren Besitzern Glauburger Hof bzw. Günthersburg genannt, ist eine abgegangene frühmittelalterliche Wasserburg bei Bornheim, heute Stadtteil von Frankfurt am Main in Hessen. Nach dem Abriss im 19. Jahrhundert entstand an fast gleicher Stelle das Günthersburgpalais, das schon 1891 ebenfalls wieder abgerissen wurde.

## Lage
Die Bornburg war ein befestigtes Hofgut mit burgartigem Gebäude (Festes Haus), das mit einem Wassergraben und zum Teil mit Wehrmauer umgeben war. In der Ossenau (Ochsenau), wie im Mittelalter das Gelände des heutigen Günthersburgparks bezeichnet wurde, stand die Bornburg etwa auf dem Platz, auf dem sich heute das Gebäude der Gnadenkirche und ehemaligen Orangerie der Rothschilds befindet. In der Mitte der ersten Hälfte des 19. Jahrhunderts abgerissen, entstand nahe seiner Stelle das Rothschildsche Günthersburgpalais, das nach dem Tod Carl Mayer von Rothschilds mit dem Gelände an die Stadt überging und danach, testamentarisch verfügt, abgerissen wurde.

## Geschichte

### Bornburg
Auf dem Gebiet westlich der Bornburg hatte um etwa 110 auf damaligem römischen Gebiet ein Gutshof, eine villa rustica gelegen. Nach dem Limesfall und der Besetzung des Gebietes durch Alamannen und später nachrückende Franken erscheint Bornheim erst wieder um 793 in der Geschichte, als im Bereich des Nordends königliche Meierhöfe entstehen, die sich im Mittelalter dann in Händen Frankfurter Patrizier befinden.
Ein erster Nachweis des befestigten Gutshofes oder einer Wasserburg erfolgt 1194 mit Henricus von Bornheim (oder Henricus de Burnheim / Henricus de Borneheim), der die Bornburg bewohnt.
Die Burg war ab 1306 im Besitz des späteren (ab 1327) Frankfurter Reichsschultheißen Rulmann Weiß von Limburg der auch nach der Amtsübernahme 1327 seinen Wohnsitz außerhalb der Stadt behielt und die Bornburg bewohnte. 1396 wird Junge Wisse als Besitzer der Bornburg genannt. Er gewährte der Reichsstadt Frankfurt das Öffnungsrecht und das Vorkaufsrecht, ob er beides nach dem Besitzerwechsel auch nur bestätigt hat, ist nicht klar, aber folgende Besitzer des Hofes waren nun verpflichtet dieselben Rechte zu gewähren.
In den Jahren 1474 oder 1475 verkauften die Schelme von Bergen ihr Reichslehen zu Bornheim an die Stadt Frankfurt. Bornheim wird ein Frankfurter Dorf. Als dann 1481 mit einem für die Stadt Frankfurt schmerzlichen – und erst 1484 vom Kaiser bestätigten – Vertrag der fast 160 Jahre währende Streit zwischen der Reichsstadt Frankfurt und den 1429 zu Grafen erhobenen Landvögten der Wetterau um die Reichsgrafschaft Bornheimer Berg beendet wird, erhält Graf Philipp von Hanau 16, Frankfurt lediglich drei Dörfer der Gegend. Hanau bekommt Nied, Griesheim, Bockenheim, Ginnheim, Eschersheim, Eckenheim, Preungesheim, Berkersheim, Massenheim, Vilbel, Gronau, Seckbach, Bergen und Enkheim, Fechenheim sowie Bischofsheim und bestimmt nun Bergen zum Sitz des Blutgerichts, während die Stadt nur Oberrad, Hausen und Bornheim, den bisherigen Gerichtsort, endgültig in Besitz nehmen kann.

### Glauburger Hof
Nach Erlangung des Besitzes Ende des 15. Jahrhunderts (das genaue Datum ist nicht bekannt) wird um 1490 die Bornburg in Glauburger Hof, nach seinem Besitzer Johann von Glauburg zu Lichtenstein, Vater von Johann von Glauburg benannt. Beide waren bekannte Persönlichkeiten der Frankfurter Patrizierfamilie und Teil der Patriziergesellschaft Alten Limpurg.
Der Hof war befestigt und in die Frankfurter Landwehr eingebunden, denn er ging 1552 während der Belagerung Frankfurts durch den protestantischen Fürstenbund unter Albrecht Alcibiades Markgraf von Brandenburg-Kulmbach wie die befestigte Holzhausen-Oede, der Kühhornshof, die Stalburg-Oede sowie anderen Höfe in Flammen auf und das gesamte Frankfurter-Nordend wurde verwüstet.

### Günthersburg
Nach 1690 wird die Bornburg in Günthersburg umbenannt, nachdem Johann Jakob Günther, der durch Spekulationen und gewinnbringende Geschäfte mit den kriegführenden Mächten jener Zeit vom Gastwirt zum reichen Geschäftsmann aufgestiegen war, Burg und Gelände für 5.700 Gulden vom Patrizier Johann Christian Banz von Eyßeneck gekauft hat. Knapp dreißig Jahre später ist es damit wieder vorbei. Seine, zumeist adligen, Geschäftspartner haben diesmal ihn übervorteilt und er stirbt 1722 bettelarm und hochverschuldet. Seine Gläubiger verkaufen das 105 Morgen große Gelände. Zuerst will es wohl Konstantin von Buttlar, Fürstabt des Klosters Fulda erwerben, aber der Rat der Stadt Frankfurt verweigert seine Zustimmung. So geht erst 1766 Hof und Gut an den Bauspekulanten Johann Georg Petsch; nur zehn Jahre später wird es an die Frau eines Generals weiterveräußert. In den Befreiungskriegen wird es ein Lazarett für die preußischen Verwundeten und 1837 verkauft der Ratsherr Johann Adam Beil die Burg und sämtliche Ländereien an den Freiherrn Carl Mayer von Rothschild.

#### Baubeschreibung
Nach bildlichen Quellen aus dem 19. Jahrhundert handelte es sich um ein mehrstöckiges Festes Haus mit breitem Wassergraben und zwei Eingängen, die durch Zugbrücken gesichert waren. Das Haus hatte ein Krüppelwalmdach und an einer der länglichen Dachseiten war eine breite vorspringende rechteckige Auslucht (bzw. Standerker) über fast die vollständige Haushöhe angebaut. An derselben Seite befand sich an einer Hausecke zusätzlich ein etwa gleich hoher freistehender Turm, der nach dem wohl nur teilweisen Wiederaufbau im 16. Jahrhundert zu späterer Zeit eine barocke Haube mit kleinem darüber befindlichen Glockenstuhl bekam. Mindestens auf einer Seite an einem der beiden Zugänge war eine Wehrmauer mit Schießscharten vorgebaut, wie auf alten Bildern ersichtlich ist. In der ersten Hälfte des 19. Jahrhunderts (1827 und 1840) wird der Hof endgültig abgebrochen.
Es sind keine Baureste der Burg mehr vorhanden. Ein Teil des Eingangsportals zur Wasserburg befindet sich jedoch noch am Park. Erhalten sind einige Radierungen und Stahlstiche aus dem Anfang des 19. Jahrhunderts.

### Rothschildsches Günthersburgpalais

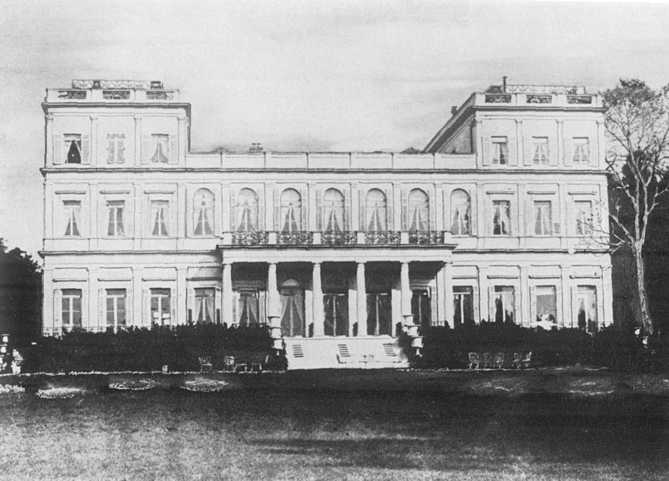
Das Rothschildsche Günthersburgpalais um 1855

So wie sein Bruder Amschel Mayer von Rothschild 1837 ein ursprünglich Stalburgsches, im Vergleich mit dem heutigen Park kleines, erst im ausgehenden 18. Jahrhundert „Zur grünen Burg“ genanntes Hofgut im Nordwesten erwirbt, kauft Carl Mayer von Rothschild das nach seinem Besitzer im 17. Jahrhundert Günthersburg, vorher Bornburg genannte einst Glauburgsche Anwesen im Norden der Stadt. Beide Brüder haben den Wunsch, die Güter in Englische Gärten zu verwandeln. Die Rothschilds lassen das Hofgut in der ersten Hälfte des 19. Jahrhunderts (1820 und 1847) abreißen. Das Gelände um die ehemalige Burg wird im Auftrag der Rothschilds zwischen 1837 und 1839 vom Frankfurter Stadtgärtner Sebastian Rinz zu einem englischen Landschaftsgarten mit großen Rasenflächen und Gehölzgruppen umgestaltet.
Der Sohn von Carl Mayer Mayer Carl von Rothschild, der das Gelände 1845 von seinem Vater erbt, lässt um 1855 an markanter Stelle das neue Günthersburgpalais, auch Villa Günthersburg genannt, errichten. Architekt des Palais, eines klassizistischen großen Herrenhauses, war Friedrich Rumpf, der zuvor bereits ein Rothschildsches Palais im später so benannten Frankfurter Rothschildpark entworfen hatte. Die Orangerie auf der Stelle der ehemaligen Burg und ein Teehäuschen nahe dem Palais ergänzen die Anlage.
Mayer Carl von Rothschild, der letzte Vertreter der Bankiersfamilie, der in Frankfurt residierte, starb 1886 ohne Nachkommen zu hinterlassen. Testamentarisch hatte er das Gelände der Stadt Frankfurt unter der Bedingung vererbt, dass es der Öffentlichkeit als Park zugänglich gemacht, das Palais aber abgerissen wird. Der Gedanke, das Fremde in seiner Villa herumspazierten, war Mayer Carl von Rothschild wohl unerträglich gewesen.
1891 erwirbt die Stadt Frankfurt getreu dem Testament Rothschilds Schloss und Günthersburggelände mit insgesamt 29 Hektar. Wie im Testament verlangt, wird das Palais abgerissen. Der Gartenarchitekt Andreas Weber gestaltete den Park neu. Das Teehaus wurde im Zweiten Weltkrieg durch Treffer von Fliegerbomben vernichtet. Die Rothschildsche Orangerie erhielt im Zweiten Weltkrieg bei Luftangriffen auf Frankfurt zwar schwere Schäden, wurde nach dem Krieg jedoch wiederhergestellt und diente ab 1950 unter dem Namen „Gnadenkirche der reformierten Gemeinde“ als Gotteshaus.

### Günthersburgpark
1892, nur ein Jahr nach dem Ankauf durch die Stadt, wird der Günthersburgpark für die Allgemeinheit geöffnet und ist als erster Frankfurter Volkspark für jedermann zugänglich.
1915, zehn Jahre nach seinem Tod wird Constantin Meuniers Skulptur Der Sämann am südlichen Eingang des Günthersburgparks aufgestellt. Die 1906 von der Stadt Frankfurt angekaufte Bronzeskulptur wurde im Jahr 1890 vom Künstler geschaffen. Es ist eine Stiftung des Unternehmers und damaligen Leiters der Cassella-Werke, Leo Gans.
Um etwa dieselbe Zeit folgt die Skulptur eines Stiers, eine überlebensgroße Plastik aus getriebenem Kupferblech des Emmendingener Malers Fritz Boehle, benannt Schreitender Stier, die seitdem im öffentlichen Raum des Parks steht.

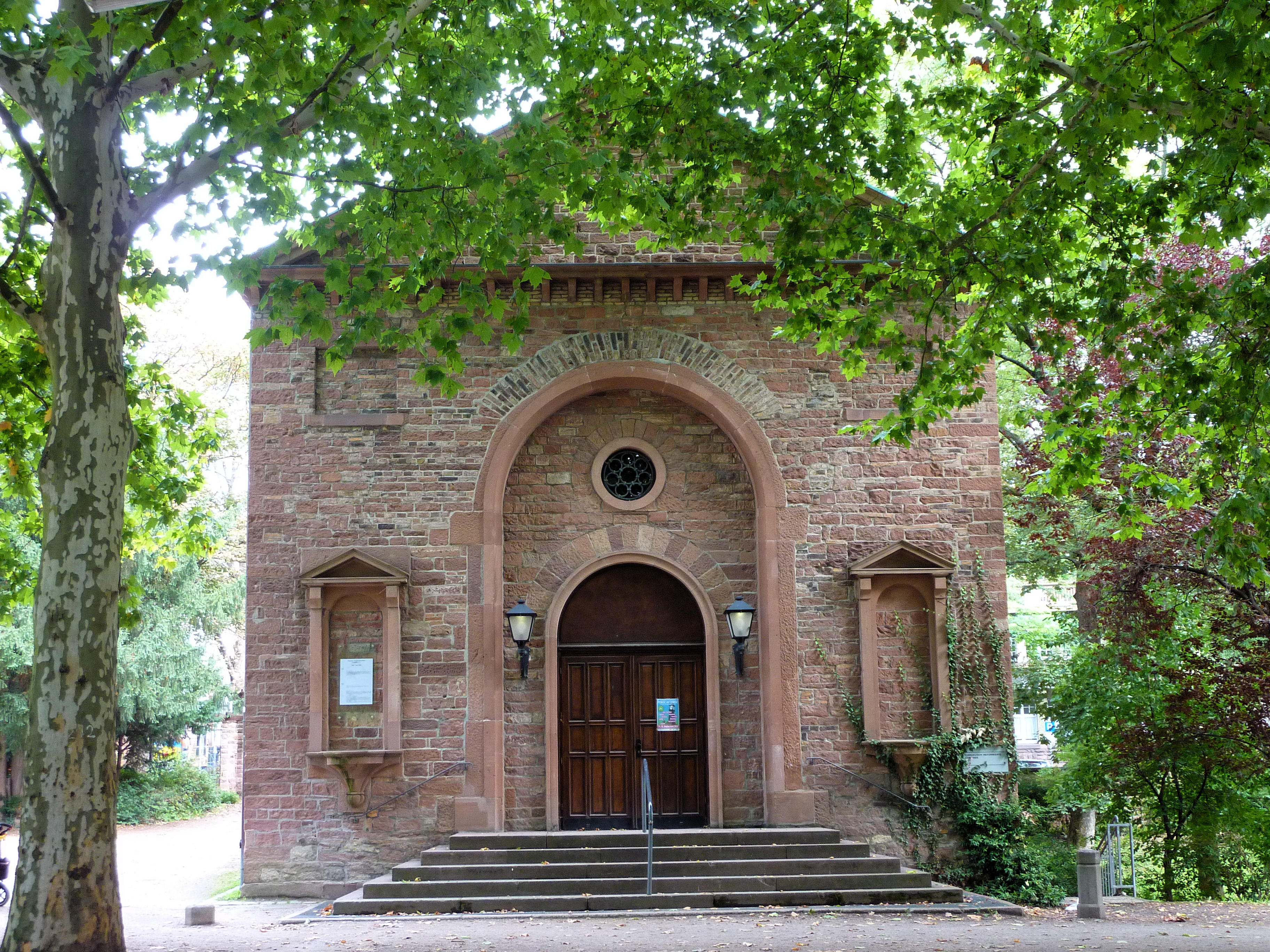
Westfassade der ehemaligen Orangerie/Gnadenkirche von 1855 auf dem Standort der ehemaligen Bornburg
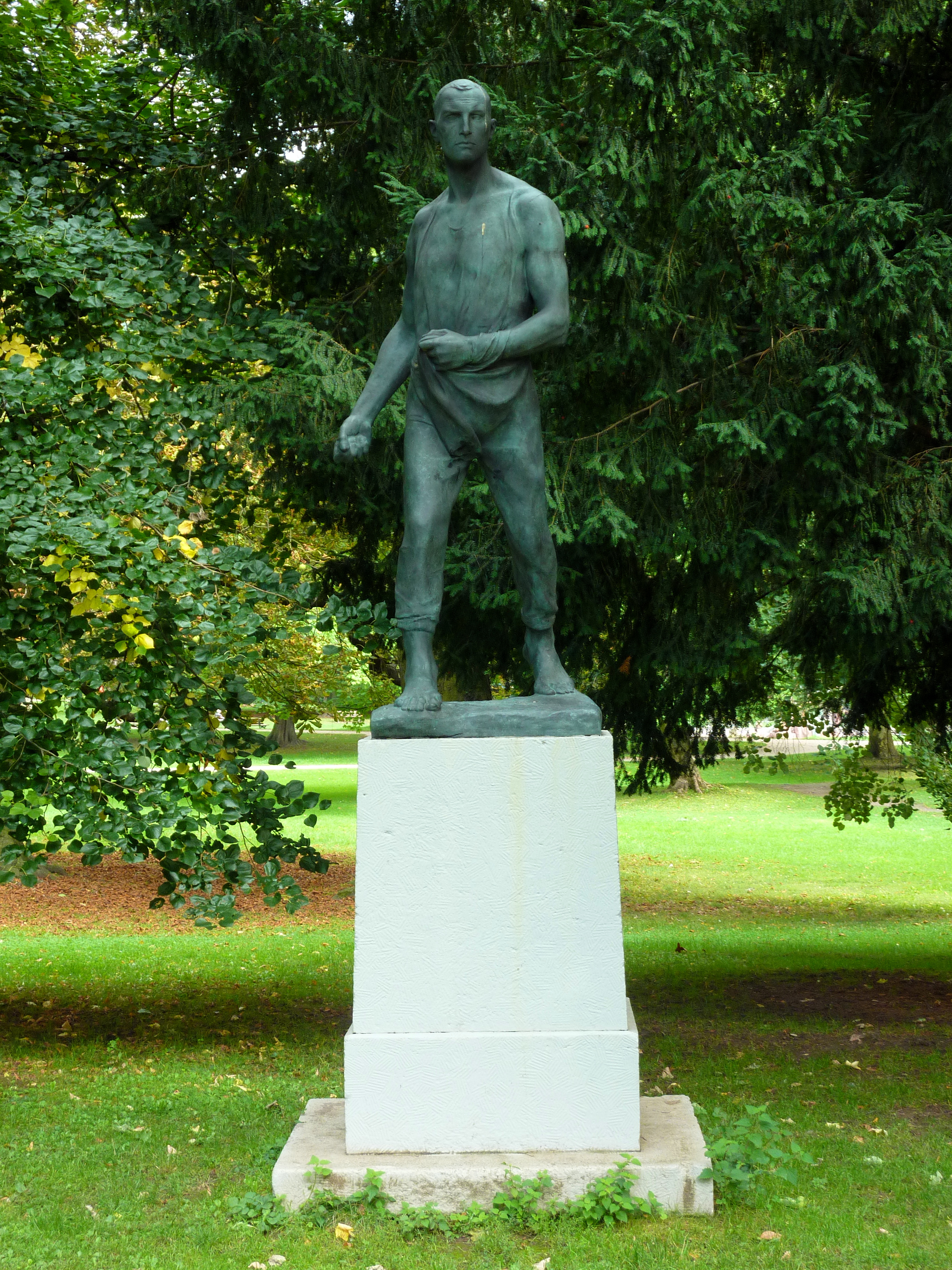
Constantin Meuniers Skulptur Der Sämann im Frühjahr 2010 im Park
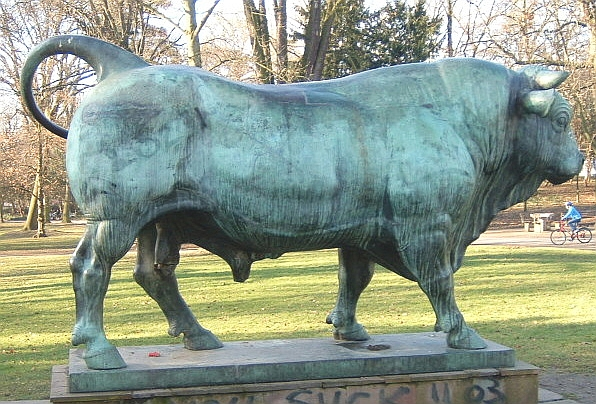
Fritz Boehles Skulptur Schreitender Stier im Frühjahr 2005 im Stadtpark

## Heutige Nutzung
Heute ist das Gelände der Günthersburgpark. Nachdem die ehemalige Orangerie/Gnadenkirche nicht mehr gebraucht wurde, hat das Stifter-Ehepaar Karl und Else Seifried, mit einer Spende von 400.000 €, das Gebäude dem Kinderschutzbund geschenkt, der die Räume seit 2004 nutzt.